# Chính phủ Nhân dân Khu tự trị Tây Tạng
Chính phủ Nhân dân Khu tự trị Tây Tạng là cơ quan hành chính cấp tỉnh của Tây Tạng, Cộng hòa Nhân dân Trung Hoa. Chính quyền cấp tỉnh này bao gồm Đại hội Đại biểu Nhân dân Khu tự trị Tây Tạng và Ủy ban Thường vụ Đại hội Đại biểu Nhân dân Khu tự trị Tây Tạng phụ trách công tác xây dựng luật pháp và quy định địa phương, chẳng hạn như việc sử dụng tiếng Tây Tạng trong khu vực. Ngoài ra, các quy định để điều chỉnh luật pháp quốc gia cho phù hợp với tỉnh cũng là trách nhiệm của Chính phủ Nhân dân.

## Lãnh đạo chính trị
Giới lãnh đạo chính trị của Tây Tạng bao gồm:
- Bí thư Khu ủy Khu tự trị Tây Tạng
- Chủ tịch Ủy ban Thường vụ Đại hội Đại biểu Nhân dân Khu tự trị Tây Tạng
- Chủ tịch Ủy ban Hội nghị Hiệp thương Chính trị Nhân dân Trung Quốc Khu tự trị Tây Tạng

## Phòng ban và tổ chức
Bộ phận thuộc Chính phủ Nhân dân Khu tự trị Tây Tạng bao gồm giáo dục, khoa học và công nghệ, kinh tế và công nghệ thông tin, vấn đề dân tộc, an ninh công cộng, vấn đề dân sự, tư pháp, tài chính, nguồn nhân lực và an sinh xã hội, nhà ở và phát triển đô thị-nông thôn, giao thông vận tải, tài nguyên nước, thương mại, văn hóa, du lịch, cựu chiến binh, nước sạch và y tế.
Tổ chức Chính phủ Nhân dân Khu tự trị Tây Tạng bao gồm:
- Văn phòng Tổng hợp Chính phủ Nhân dân Khu tự trị Tây Tạng

### Sở ban ngành
- Ủy ban Phát triển và Cải cách
- Sở Giáo dục Khu tự trị Tây Tạng [zh]
- Sở Khoa học và Công nghệ Khu tự trị Tây Tạng [zh]
- Sở Kinh tế và Công nghệ Thông tin
- Ủy ban Dân tộc
- Sở Công an Khu tự trị Tây Tạng [zh]
- Cục Dân sự
- Sở Tư pháp Khu tự trị Tây Tạng [zh]
- Cục Tài chính
- Sở Nhân sự và An sinh Xã hội
- Sở Tài nguyên Thiên nhiên
- Sở Sinh thái và Môi trường
- Sở Nhà ở và Phát triển Đô thị-Nông thôn
- Ủy ban Giao thông Vận tải
- Sở Tài nguyên Nước
- Ủy ban Nông nghiệp và Nông thôn
- Ủy ban Thương mại
- Sở Văn hóa
- Ủy ban Y tế
- Sở Phát triển Du lịch
- Sở Cựu chiến binh
- Sở Quản lý Tình trạng Khẩn cấp
- Phòng Kiểm toán
- Phòng Ngoại vụ

### Cơ quan trực thuộc
- Cục Quản lý Giám sát Thị trường Khu tự trị Tây Tạng
- Cục Phát thanh và Truyền hình Khu tự trị Tây Tạng
- Cục Thể dục Thể thao Khu tự trị Tây Tạng
- Cục Thống kê Khu tự trị Tây Tạng
- Cục Tái thiết Nông thôn Khu tự trị Tây Tạng
- Cục Lâm nghiệp và Thảo nguyên Khu tự trị Tây Tạng
- Cục Tôn giáo Khu tự trị Tây Tạng
- Cục Bảo vệ Y tế Khu tự trị Tây Tạng
- Phòng Động viên Quốc phòng Khu tự trị Tây Tạng

### Cơ quan chuyên môn trực thuộc
- Ủy ban Giám sát và Quản lý Tài sản Nhà nước (tiếng Trung: 西藏自治区人民政府国有资产监督管理委员会)

### Cơ quan công quyền trực thuộc
- Viện Khoa học Xã hội Khu tự trị Tây Tạng [zh]
- Đài Phát thanh và Truyền hình Tây Tạng [zh]
- Viện Khoa học Nông nghiệp và Chăn nuôi Khu tự trị Tây Tạng
- Cục Địa chất và Khai thác Khoáng sản và Phát triển Khu tự trị Tây Tạng
- Đội Thực thi Pháp luật Toàn diện Thị trường Văn hóa Khu tự trị Tây Tạng
- Văn phòng Ủy ban Công tác Tạng ngữ Khu tự trị Tây Tạng